# 夜魘妮米
夜魘妮米（英語：Nimi Nightmare）是一位美國的個人勢虛擬YouTuber、及直播主，於2025年1月17日開始活動。

## 形象
夜魘妮米的角色設計者為遠坂朝霧。角色設定為一隻食夢貘護士，人物設定為負責使用菸斗從病患身上收集惡夢並將其轉換為美夢的護士。只要不務正業就會縮小成身高只有10公分的人偶。
直播內容主要為歌唱、遊戲直播，及ASMR。對粉絲的稱呼為「NAPLiNGS」。

## 活動歷史
夜魘妮米的前身為知名直播主 LemonLeaf（檸檬葉），於2020年5月出道，角色設定為一位來自荒野的妖精少女，為觀眾帶來「甜美的夢境和更甜美的噩夢」，並於2022年8月停止活動進入長休。
LemonLeaf在停止活動2年後，於2024年11月改名為 Nimi Nightmare（夜魘妮米）。
夜魘妮米於2025年1月15日開始在推特上活動。同年1月17日，在Youtube上進行首次直播。
2025年4月22日；夜魘妮米進行初次Live2D直播。同年7月22日，在X上公布自己將步入婚姻的消息，並表示「擁有家庭是夢想」即使結婚也會繼續活動。

## 外部連結
- YouTube上的夜魘妮米頻道
- 夜魘妮米的X（前Twitter）
- 夜魘妮米的Bluesky帳戶